# Werner Peters
Pour les articles homonymes, voir Peters.
Werner Peters  (né le 7 juillet 1918 à Werlitzsch - mort le 30 mars 1971 à Wiesbaden) est un acteur allemand.
Il s'est entre autres rendu célèbre grâce à son rôle dans Le Sujet de Sa Majesté, de Wolfgang Staudte (1951), film adapté du roman d'Heinrich Mann, Le Sujet de l'Empereur. 

## Filmographie succincte
- 1948 : L'Affaire Blum (Affaire Blum) d'Erich Engel
- 1949 : Les Quadrilles multicolores (Die Buntkarierten) de Kurt Maetzig
- 1949 : J'ai trahi Hitler (Rotation) de Wolfgang Staudte
- 1951 : Le Sujet de Sa Majesté (Der Untertan) de Wolfgang Staudte
- 1953 : L'Histoire du petit Muck (Die Geschichte vom kleinen Muck) de Wolfgang Staudte
- 1957 : La Nuit quand le diable venait (Nachts, wenn der Teufel kam) de Robert Siodmak
- 1957 : Das Herz von St. Pauli de Eugen York
- 1958 : La Fille Rosemarie (Das Mädchen Rosemarie) de Rolf Thiele
- 1958 : Les Souris grises (Blitzmädels an die Front) de Werner Klingler
- 1958 : L'assassin sera à Tripoli (Romarei, das Mädchen mit den grünen Augen) de Harald Reinl
- 1959 : Cour martiale (Kriegsgericht) de Kurt Meisel
- 1959 : Des roses pour le procureur (Rosen für den Staatsanwalt) de Wolfgang Staudte
- 1959 : R.P.Z. appelle Berlin de Ralph Habib
- 1959 : Le Trésor des SS (Der Schatz vom Toplitzsee) de Franz Antel
- 1960 : La Chatte sort ses griffes de Henri Decoin : Le général allemand (crédité: Ferdinand Peters)
- 1960 : Bataillon 999 (Strafbataillon 999) de Harald Philipp
- 1960 : Le Diabolique Docteur Mabuse (Die Tausend Augen des Dr. Mabuse) de Fritz Lang
- 1961 : Unter Ausschluß der Öffentlichkeit de Harald Philipp
- 1961 : Le Retour du docteur Mabuse (Im Stahlnetz des Dr. Mabuse) de Harald Reinl
- 1961 : C'est pas toujours du caviar (Es muß nicht immer Kaviar sein) de Géza von Radványi
- 1961 : Auf Wiedersehen de Harald Philipp
- 1962 : L'Invisible docteur Mabuse (Die unsichtbaren Krallen des Dr. Mabuse) de Harald Reinl
- 1962 : Trahison sur commande (The Counterfeit Traitor) de George Seaton
- 1962 : La Porte aux sept serrures (Die Tür mit den sieben Schlössern) d'Alfred Vohrer
- 1962 : Le Tueur à la rose rouge (Nur tote Zeugen schweigen) d'Eugenio Martín
- 1963 : L'Araignée blanche défie Scotland Yard (Die weiße Spinne) de Harald Reinl
- 1963 : Le Crapaud masqué (Der schwarze Abt) de Franz Josef Gottlieb
- 1963 : Mabuse attaque Scotland Yard (Scotland Yard jagt Dr. Mabuse) de Paul May
- 1963 : La Serrure aux treize secrets (Die Gruft mit dem Rätselschloss) de Franz Josef Gottlieb
- 1964 : La Môme aux dollars (Einer frißt den anderen) de Ray Nazarro
- 1964 : 36 Heures avant le débarquement (36 Hours), de George Seaton
- 1965 : Les Aigles noirs de Santa Fé (Die schwarzen Adler von Santa Fe), d'Ernst Hofbauer
- 1965 : Mission dangereuse au Kurdistan (Durchs wilde Kurdistan) de Franz Josef Gottlieb
- 1965 : La Bataille des Ardennes (Battle of the Bulge) de Ken Annakin
- 1966 : L'Homme à la tête fêlée (A Fine Madness) de Irvin Kershner
- 1967 : Les Corrompus (The Peking Medallion) de James Hill
- 1967 : Deux Billets pour Mexico de Christian-Jaque
- 1967 : Coup de gong à Hong Kong (Lotosblüten für Miß Quon) de Jürgen Roland
- 1968 : Services spéciaux, division K (Assignment K) de Val Guest
- 1968 : Évasion sur commande (The Secret War of Harry Frigg) de Jack Smight
- 1968 : Le tueur aime les bonbons de Maurice Cloche
- 1969 : La Mort sonne toujours deux fois (Blonde Köder für den Mörder) d'Harald Philipp
- 1970 : L'Oiseau au plumage de cristal (L'Uccello dalle piume di cristallo) de Dario Argento
- 1971 : La Morte de la Tamise (Die Tote aus der Themse) d'Harald Philipp